# Józef Rajnisz
Józef Rajnisz (ur. 3 marca 1932 w Bytomiu) – polski gimnastyk, olimpijczyk z Rzymu 1960.

## Życiorys
Podczas kariery sportowej reprezentant klubów: Szombierki Bytom (1950–1956) i Górnik Zabrze (1956–1961).
Uczestnik mistrzostw świata w roku 1958, gdzie zajął 70. miejsce indywidualnie w wieloboju i 5. miejsce w drużynowym wieloboju.
Wielokrotny mistrz Polski w:
- skoku przez konia w roku 1957
- ćwiczeniach na koniu z łękami w latach 1956–1959, 1961

Na igrzyskach olimpijskich w 1960 roku zajął:
- 10. miejsce w wieloboju drużynowym
- 30. miejsce w ćwiczeniach na kółkach
- 33. miejsce w ćwiczeniach na koniu z łękami
- 65. miejsce w ćwiczeniach na drążku
- 72. miejsce w wieloboju indywidualnym
- 73. miejsce w skoku przez konia
- 92. miejsce w ćwiczeniach wolnych
- 99. miejsce w ćwiczeniach na poręczach

Odznaczony Złotym, Srebrnym i Brązowym Krzyżem Zasługi.